# Sant'Alessio Siculo
Sant'Alessio Siculo là một đô thị ở tỉnh Messina trong vùng Sicilia, cự ly khoảng 180 km về phía đông của Palermo và khoảng 35 km về phía tây nam của Messina. Tại thời điểm 31 tháng 12 năm 2004, đô thị này có dân số 1.363 người và diện tích 6,2 km².
Sant'Alessio Siculo giáp các đô thị: Casalvecchio Siculo, Forza d'Agrò, Santa Teresa di Riva, Savoca.